# George Tomasini
George Tomasini fue un editor de cine estadounidense que tuvo una década de colaboración con el director Alfred Hitchcock, editando nueve de sus películas entre 1954-1964. Tomasini editó muchas de sus películas, incluyendo La ventana indiscreta (1954), Vértigo (1958), North by Northwest (1959), Psicosis (1960) y Los pájaros (1963), así como otras películas bien recibidas como Cape Fear (1962). En una lista de 2012 de las 75 películas mejor editadas de todos los tiempos, compilada por el Motion Picture Editors Guild, basada en una encuesta a sus miembros, aparecen cuatro películas editadas por Tomasini para Hitchcock. Ningún otro editor apareció más de tres veces en esta lista. Las películas que figuran eran Psicosis, Vértigo, La ventana indiscreta, y North by Northwest.
George Tomasini era conocido por su innovadora edición de película que, junto a las impresionantes técnicas de Hitchcock, redefinieron el lenguaje cinematográfico. Sus técnicas influirían en muchos editores y cineastas posteriores.
Fue nominado al premio Óscar por Mejor montaje por North by Northwest, pero los editores de Ben-Hur ganaron el premio ese año.

## Filmografía como editor
El director de cada película se indica entre paréntesis:
- Wild Harvest (1947 – Garnett)
- The Turning Point (1952 – Dieterle)
- Stalag 17 (1953 – Wilder)
- Houdini (1953 – Marshall)
- La senda de los elefantes (1954 – Dieterle)
- La ventana indiscreta (1954 – Hitchcock)
- To Catch a Thief (1955 – Hitchcock)
- The Man Who Knew Too Much (1956 – Hitchcock)
- The Wrong Man (1956 – Hitchcock)
- Hear Me Good (1957 - Don McGuire)
- Vértigo (1958 – Hitchcock)
- I Married a Monster from Outer Space (1958 - Fowler)
- North by Northwest (1959 – Hitchcock)
- The Time Machine (1960 – Pal)
- Psicosis (1960 – Hitchcock)
- The Misfits (1961 – Huston)
- Cape Fear (1962 – Thompson)
- Los pájaros (1963 – Hitchcock)
- Who's Been Sleeping in My Bed? (1963 – Mann)
- Marnie (1964 – Hitchcock)
- 7 Faces of Dr. Lao (1964 – Pal)
- In Harm's Way (1965 – Preminger)

## Premios y nominaciones
Premios Óscar
| Año  | Categoría     | Película           | Resultado |
| ---- | ------------- | ------------------ | --------- |
| 1960 | Mejor montaje | North by Northwest | Nominado  |

## Lectura adicional
- Igel, Rachel (1996–1997). «I'll Let The Film Pile Up For You: An Interview With Mary Tomasini». Directory of Members 1996–1997 (en inglés) (Motion Picture Editors Guild). Archivado desde el original el 16 de abril de 2013. Consultado el 17 de junio de 2018. Esta entrevista con la esposa de Tomasini parece ser la única fuente de información biográfica sobre Tomasini.
- O'Steen, Bobbie (2009). The Invisible Cut (en inglés). Michael Wiese Productions. pp. 136-150. ISBN 9781615930227. Bobbie O'Steen proporciona un análisis cuadro por cuadro de una escena importante de La ventana indiscreta.